# Schloss Oberschwarzach

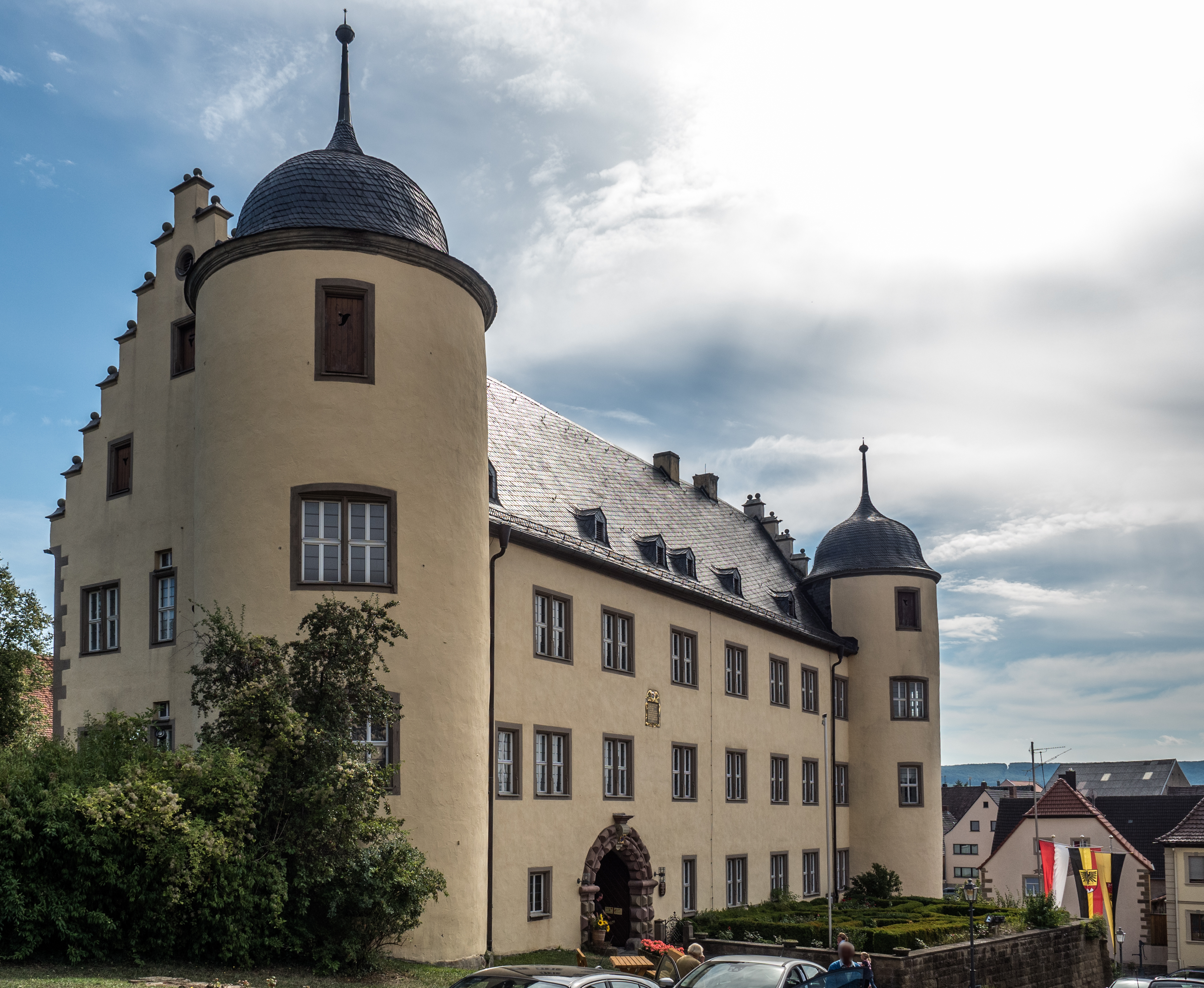
Schloss Oberschwarzach

Das denkmalgeschützte Schloss Oberschwarzach steht in Oberschwarzach, einem Markt im Landkreis Schweinfurt in Unterfranken in Bayern. Das Bauwerk ist unter der Denkmalnummer D-6-78-164-12 als Baudenkmal in der Bayerischen Denkmalliste eingetragen.

## Beschreibung
Das ehemalige fürstbischöfliche Amtshaus wurde unter Fürstbischof Julius Echter von Mespelbrunn 1614 anstelle eines älteren Schlosses der Truchseß von Henneberg erbaut. Das dreigeschossige Bauwerk im Baustil der Renaissance ist mit einem Satteldach bedeckt, die beiden runden, viergeschossigen Ecktürme mit Glockenhauben. Die Schmalseiten haben jeweils einen Staffelgiebel. An der Hofseite steht ein polygonaler Treppenturm. Zum Bauensemble gehören neben dem Schloss ein Innenhof mit einer Scheune, weitere Wirtschaftsgebäude und der Garten.